# روی (فیلم ۲۰۱۵)
روی (به انگلیسی: roy) محصول سال ۲۰۱۵ است. ژانر این فیلم درام و رومانتیک می‌باشد.
در این فیلم بازیگرانی همچون رانبیر کاپور، آرجون رامپال، ژاکلین فرناندز،  بازی کرده اند.